# Сарагоса, Игнасио
Игна́сио Сараго́са Сеги́н (исп. Ignacio Zaragoza Seguin; 24 марта 1829 — 8 сентября 1862) — мексиканский военный и государственный деятель, известный как герой битвы при Пуэбле.

## Ранние годы
Игнасио Сарагоса родился в селении Ла Байя де Эспирито Санто (ныне Голиад) в штате Коауила и Техас и был вторым сыном в семье Мигеля Сарагосы Вальдеса и Марии де Хесус Сегин Мартинес. Когда техасские мятежники добились независимости Техаса от Мексики, Мигель Сарагоса, будучи солдатом мексиканской армии был вынужден с семьёй переехать в Матаморос, а затем в 1844 в Монтеррей, где Игнасио поступил в семинарию, которую оставил в 1846 убедившись, что не имеет священнического призвания. Когда США вторглись в Мексику, Игнасио попытался записаться в кадеты, но ему было отказано.
Когда началась Революции Аютла против диктатуры Санта Анны, Сарагоса примкнул к ней, с этого момента сражаясь на стороне либералов. В 1853 году он примкнул к армии штата Нуэво-Леон в звании сержанта, и когда его полк был включён в состав Мексиканской Армии, был повышен в чине до капитана.

## Война за реформу
Во время Войны за реформу, между либералами и консерваторами, Игнасио Сарагоса всё так же был на стороне либералов и поддержал Конституцию 1857 года и президента Бенито Хуареса. В ноябре 1860 года разгромил войска Леонардо Маркеса, располагавшиеся в Гвадалахаре, за что в декабре произведён в генералы. Сражался под командованием генерала Хесуса Гонсалеса Ортеги в битве при Кальпулальпане, закончившей Войну за реформу. В 1861 году президент Бенито Хуарес назначил Сарагосу военным министром.

## Французская интервенция

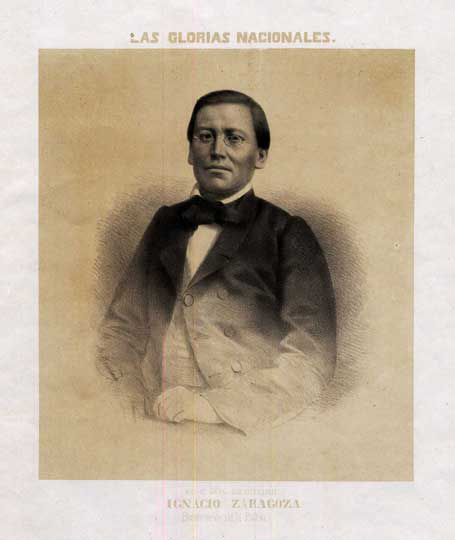
Дивизионный генерал Игнасио Сарагоса, 1862

Когда началась тройственная интервенция, Игнасио Сарагоса покинул пост военного министра и попрощавшись с женой, умиравшей от пневмонии (её он не увидит больше никогда), был отправлен в Сан Луис Потоси, чтобы организовать и встать во главе наспех собираемой армии. Армия, частью состоявшая из добровольцев, а частью укомплектованная на основе воинской повинности страдала от недостатка оружия, одежды, провианта, так что новому командующему пришлось решать не только вопросы обучения малоопытной армии, но и вопросы снабжения, особо остро стоявшие после недавно завершившейся гражданской войны. Он встретил французскую армию графа Шарля де Лорансе, продвигавшуюся вглубь страны в битве на высотах Акульцинго 28 апреля 1862 года, имея целью задержать французов и нанести им максимально возможные потери, тем не менее вскоре вынужден был отступить к Пуэбле — чуть ли единственному подходящему для обороны городу на пути к Мехико.
Сарагоса прибыл к Пуэбле 3 мая и приказал срочно организовать оборону, построив оборонительную линию, основанную на фортах Лорето и Гвадалупе. Сарагоса практически не имел времени на подготовку обороны против лучшей армии той эпохи, с силами и количественно и качественно уступавшими противнику. Кроме того, он столкнулся с перспективой соединения сил мексиканских консерваторов, проигравших в недавней гражданской войне, с французской армией интервентов. Часть сил и без того небольшой армии окапывающейся в Пуэбле, он послал против войск генерала Маркеса. С победой в битве при Атлишко 4 мая возможность объединения французов и сил консерваторов миновала. Поскольку Пуэбла была городом консерваторов и в ней было сильное влияние церкви, то существовал реальный риск, что горожане поднимут восстание против армии. По той же причине французы и сопровождавшие их влиятельные консерваторы считали что легко возьмут Пуэблу. На рассвете перед битвой 5 мая генерал Сарагоса обратился к своим солдатам: 

Наши враги — это лучшие солдаты в мире, но вы — лучшие сыны Мексики и у вас хотят отнять вашу родинуОригинальный текст (исп.)Nuestros enemigos son los primeros soldados del mundo, pero vosotros sois los primeros hijos de México y os quieren arrebatar vuestra patria
После трёх часов битвы французы, понеся значительные потери, вынуждены были отступить, преследуемые мексиканцами. Французская армия, признаваемая на тот момент лучшей в мире, имеющая славу побед в Алжире, во Французском Индокитае, в Крыму, укомплектованная опытными солдатами, в том числе зуавами — элитой французских войск, была разгромлена полуодетой, плохо вооружённой и недоукомплектованной армией под командованием генерала Сарагосы. Когда новость о поражении достигла Европы, во французском обществе началась настоящая истерика, интеллигенция выступила против интервенции в Мексику.
В историю вошла фраза генерала Сарагосы, из его доклада военному министру Мигелю Бланко Мускису: 

Оружие нации покрылось славой. Французские войска в битве держались мужественно, а их командир повёл себя глупоОригинальный текст (исп.)Las armas nacionales se han cubierto de gloria. Las tropas francesas se portaron con valor en el combate y su jefe con torpeza
Вскоре после битвы, в результате тягот кампании заболел брюшным тифом и умер 8 сентября.

## Память
- Декретом президента Хуареса его именем назван город Пуэбла-де-Сарагоса.
- Его имя носит штат Коауила (официально: Коауила де Сарагоса).
- В честь него город Гуаймас в штате Сонора стал называться Гуаймас де Сарагоса.
- Указом президента Плутарко Элиаса Кальеса город Тихуана одно время носил имя Сарагосы, но название не прижилось.
- В фильме Пятое мая: Битва  (исп.) (2013 г.) генерала Сарагосу сыграл Куно Бекер.
- Его имя высечено золотыми буквами (бронзой с позолотой) на Стене почёта в зале заседаний Палаты депутатов мексиканского Конгресса.